# Alphabetical
Alphabetical es el segundo álbum de estudio de la banda francesa de indie pop Phoenix, fue lanzado en 2004. El álbum ha vendido 30 000 copias en los Estados Unidos según Nielsen SoundScan. El álbum tiene dos singles, "Everything Is Everything" y "Run Run Run".

## Lista de canciones
Todas las canciones escritas y compuestas por Phoenix. 
| N.º | Título                            | Duración |  |
| 1.  | «Everything Is Everything»        | 3:01     |  |
| 2.  | «Run Run Run»                     | 3:50     |  |
| 3.  | «I'm an Actor»                    | 2:33     |  |
| 4.  | «Love for Granted»                | 4:24     |  |
| 5.  | «Victim of the Crime»             | 4:02     |  |
| 6.  | «(You Can't Blame It On) Anybody» | 3:33     |  |
| 7.  | «Congratulations»                 | 1:12     |  |
| 8.  | «If It's Not with You»            | 3:57     |  |
| 9.  | «Holdin' on Together»             | 3:27     |  |
| 10. | «Alphabetical»                    | 3:24     |  |

## Personal
- Deck D'Arcy – bajo, teclados, coros
- Laurent Brancowitz – guitarra, teclados, coros
- Thomas Mars – voz principal
- Christian Mazzalai – guitarra y coros

Músicos adicionales
- Ivan Beck – guitarra acústica en "Love for Granted"
- Pino Palladino – bajo en"Congratulations", "Victim of the Crime" y "Alphabetical"
- Jm Mery – teclados adicionales en"Congratulations", "If It's Not with You" y "Alphabetical"
- Alex Locascio – batería y percusiones en "Everything Is Everything", "I'm an Actor", "Love for Granted" y "Victim of the Crime"

## Posicionamiento
| Lista (2004)                    | Posición más alta |
| ------------------------------- | ----------------- |
| Bélgica (Ultratop flamenca)     | 46                |
| Bélgica (Ultratop Flandes)      | 19                |
| Bélgica (Ultratop valona)       | 42                |
| Francia (SNEP)                  | 41                |
| Alemania (Media Control Charts) | 68                |
| Japón (Oricon)                  | 265               |
| Noruega (VG-lista)              | 4                 |
| Suecia (Sverigetopplistan)      | 11                |

## Historial de versiones
| País           | Fecha               | Discográfica   | Formato | Catálogo         |
| Japón          | 24 de marzo de 2005 | Toshiba-EMI    | CD      | VJCP 68627       |
| Unión Europea  | 29 de marzo de 2004 | Virgin Records | LP      | SOURLP095        |
| Unión Europea  | 29 de marzo de 2004 | Virgin Records | CD      | CDSOUR095        |
| Francia        | 30 de marzo de 2004 | Virgin Records | CD      |                  |
| Australia      | 12 de abril de 2004 | Virgin Records | CD      | 5986350          |
| Estados Unidos | 27 de julio de 2004 | Astralwerks    | CD      | 7243 5 98635 0 4 |